# Vito Bratta
Vitto Bratta va néixer l'1 de juliol de 1961, a Staten Island, Nova York, va ser el guitarrista i compositor principal de la dècada dels 80 de la banda de glam rock White Lion des de 1983 fins a 1992. Era un guitarrista molt admirat i considerat un virtuós per tot el món.
Després de la desintegració de White Lion, Bratta va produir un àlbum amb la banda RCP a Atlantic Records. Bratta no ha estat involucrat en la indústria de la música des de 1994. Es diu que actualment viu a la casa de la seva infància a Staten Island amb la seva anciana mare.